# Bertel Gardberg
Bertel Richard Gardberg (Ekenäs, 24 augustus 1916 - Karis, 23 maart 2007) was een Fins ontwerper en zilversmid. 

## Loopbaan
Gardberg werkte in zijn jeugd aan boord van een koopvaardijschip. Van 1938 tot 1941 was hij een van de eerste studenten aan de opleiding voor de goudsmederij in Helsinki. Tegelijkertijd volgde hij avondcursussen aan de kunstacademie. Door de Winteroorlog en de Tweede Wereldoorlog kwam zijn artistieke carrière niet direct na zijn afstuderen op gang. Gefascineerd door het Deense zilveren edelmetaal ging hij na de oorlog naar Kopenhagen om zijn vaardigheden te vervolmaken bij de gerenommeerde goud- en zilverwerkplaats van A. Michelsen. In 1949 begon hij een eigen atelier aan de Mannerheimintie in Helsinki. Van 1955 tot 1966 had hij zijn bedrijf aan de Iso Roobertinkatu.
Gardberg werkte vanaf 1953 als ontwerper, later hoofdontwerper, voor de Franse keten Galeries Lafayette. Hij ontwierp voor uiteenlopende bedrijven waaronder Fiskars, Iittala, Georg Jensen en Hackman. Vanaf 1966 woonde hij in Ierland en richtte de Kilkenny Design Workshops op, waarvan hij directeur werd. Na terugkomst in Finland vestigde hij zich in 1973 in Pohja, waar hij in een klein eigen atelier werkte voor Fiskars. In de jaren tachtig creëerde Gardberg insectachtige miniatuursculpturen.
In 2017 werd ter gelegenheid van Gardbergs 101e geboortedag een grote overzichtstentoonstelling aan hem gewijd in Ruukki.

## Prijzen en eerbewijzen
- 1954: Gouden medaille bij de Triënnale van Milaan
- 1957 en 1960: Eervolle vermeldingen bij de Triënnale van Milaan
- 1961: Lunningprijs
- 1961: Pro Finlandia-medaille
- 1982: Eredoctoraat Universiteit van Helsinki
- 1991: Prins Eugenius-prijs.